# Archivos Nacionales de los Países Bajos
Los Archivos Nacionales de los Países Bajos (en neerlandés: Het Nationaal Archief) es el conjunto de archivos públicos del gobierno central neerlandés, la provincia de Holanda Meridional y el extinto condado de Holanda. Fundados en 1802 en La Haya, conserva material de instituciones privadas y particulares que han tenido relación con el gobierno neerlandés o la historia política y social de los Países Bajos. Los Archivos Nacionales administran los archivos de la Compañía Neerlandesa de las Indias Orientales (1602-1811), así como registros relacionados que estuvieron en poder de Sudáfrica, la India, Sri Lanka e Indonesia (este conjunto fue inscrito en el Programa Memoria del Mundo de la Unesco en 2003, en reconocimiento de su valor histórico). Las Antillas Neerlandesas tenían un Archivo Nacional independiente, que fue clausurado en el proceso autonómico de estos territorios dependientes.
La entrada principal de la sede central conduce a las organizaciones hermanas ubicadas en el mismo edificio.